# 神鵰俠侶 (2014年電視劇)
《神鵰俠侶》（英語：The Romance of the Condor Heroes），2013年开拍的中国大陸电视剧，改編自金庸同名小說，由正編劇，李慧珠、鄧偉恩執導，华夏视听环球传媒、于正工作室製作。
2013年8月30日开拍。于2014年1月2日正式杀青。于2014年12月3日在湖南卫视钻石独播剧场首播。台灣OTT由LiTV 線上影視全劇上架。

## 劇情概要
杨康（陳曉 飾）之子杨过（陳曉 飾）年幼时流落江湖，被故人郭靖（鄭國霖 飾）收留后又送到了全真教磨练。叛逆的杨过忍受不了艰难的磨练，逃出全真教误入古墓派，被小龙女（陳妍希 飾）收留，授以武功。后因李莫愁（张馨予 飾）攻进古墓而面临生死，二人由师徒之谊发展成了刻骨铭心的爱恋。因为蒙古铁骑即将南下，郭靖等人等难以匹敌，关键时刻，小龙女和杨过无意中卷入纷争，打败金轮法王。但好事多磨，杨过与小龙女多次聚散，在经历了武林大会、襄阳鏖兵，绝情谷等等险境后，更有十多年的生离死别。十六年后的杨过终于在绝情谷底找到了大难不死的小龙女，二人重返世间。此时蒙古大军正攻打襄阳，杨过打败金輪法王（黑子 飾），并用长枪击毙了蒙古大汗蒙哥，为襄阳立下大功，战事结束，杨过及小龙女在华山上告别了郭靖等人，骑着神雕悠然远去。

## 登場人物

### 主要演员
| 演員                | 角色       | 武功／暗器                                                                           | 介紹 | 粤语配音 | 登場集數                              |
| 陳 曉 童年：吳磊    | 楊過、楊康 | 蛤蟆功 玉女心經 玉簫劍法 彈指神通 打狗棒法 九阴真经 玉女素心劍法 黯然銷魂掌 玄鐵劍法 | 過兒、傻蛋、神鵰大俠、大哥哥 楊康、穆念慈之子 西毒歐陽鋒的義子 小時孤苦，曾為生存，不擇手段。本性善良，天資聰穎，精通多種武功，更自創黯然銷魂掌。對師父小龍女一往情深，不為世俗眼光動搖。郭靖視之己出，故深得楊過尊敬。一度得悉父親為黃蓉所殺，故欲殺二人報仇，但為郭靖俠義所動，一直無法毒下殺手，直到他發現他父親卑劣的過去後才放下仇怨。童年曾被安排到全真教學武，惟被奸人所害，迫令逐出師門。後為古墓派第四代弟子，亦屬首名男弟子。自幼與郭芙向他告白又不和，後來被郭芙其砍下一臂。與愛妻小龍女的十六年之約期間，和鵰兄行俠仗義，人稱「神鵰俠」。十六年後與愛妻小龍女在絕情谷底重逢，並在襄陽一役救郭襄、敗金輪國師，除去蒙古皇帝蒙哥，暫緩襄陽之危。 成為「天下五絕」中的「西狂」後，與小龍女白首偕老。 | 李凯杰   | 1-9(少年)、10-52                      |
| 陳妍希 童年：张籽沐 | 小龍女     | 玉女心經 玉蜂針 雙手互搏 玉女素心劍法 金鈴索法 美女拳法 天羅地網勢                   | 龍姑娘、姑姑、龍兒、柳妹妹 古墓派第三代掌门 李莫愁的師妹 楊過的師父，但又愛上楊過她以為楊過愛上郭芙，後嫁其為妻 外表清麗脫俗，武功高強，熟練玉女心經，善以玉蜂針作暗器。公孫止、甄志丙為其迷倒，後者更因一時情不自禁將其污辱 周伯通之好友，更獲其傳授雙手互搏，練就獨自一人持雙劍便可使出玉女素心劍法，相當精妙。重傷之餘接受黃蓉提議留字予楊過十六年後在絕情谷底重逢。後協助解救襄陽之危。 | 何璐怡   | 1-4(少年)、5-52                       |
| 鄭國霖              | 郭靖       | 降龍十八掌 雙手互搏 空明拳 九陰真經                                                  | 郭大俠、郭伯伯、靖兒、靖哥哥 郭嘯天之子 黃蓉之夫 郭芙、郭襄、郭破虜之父 大義凜然，精忠報國，人稱「郭大俠」，武功屬天下數一數二之人。（郭靖的前半生可參照《射雕英雄傳》）與妻子相反，郭靖對楊過疼愛有加，視如己出。曾聞說楊過欲娶師父小龍女時，一度堅決拒絕。得悉長女郭芙砍下楊過一臂後，為彌補郭家人屢傷楊家人之故，一度欲砍下郭芙之手還予楊過，又打算放棄從楊過手中奪回次女郭襄，一切只為作償。為阻止蒙古人入侵宋朝，郭靖帶同家人死守襄陽，絕不退讓。襄陽一役後 成為「天下五絕」中的「北俠」 | 黃啟昌   | 5-16,17-19,20-23,24,29-31,32-36,37-52 |
| 楊明娜              | 黃蓉       | 打狗棒法 玉簫劍法 彈指神通 落英神劍掌 九陰真經                                       | 郭伯母、蓉兒、黃幫主 郭靖之妻 郭芙、郭襄、郭破虜之母 丏幫第十九代幫主 天生聰慧，為人正氣，深受江湖人士景仰。（黃蓉的前半生可參照《射雕英雄傳》）由於自幼喪母，故對待自己的孩子特別寛容，希望把自己的遺憾彌補於孩子身上，尤其對郭芙屢次傷害楊過諸多包庇。由於楊康生前曾作惡多端，一開始對楊過不存好感，惟楊過長大後多番拯救愛女跟自己，終對其改觀。善於打狗棒法，玉簫劍法，並曾以落英神劍掌破李莫愁的赤練神掌。 | 劉惠雲   | 5-23,24,29-52                         |
| 张馨予 童年：胡佳娜 | 李莫愁     | 冰魄銀針 三無三不手 赤練神掌 玉女剑法 美女拳法                                       | 莫愁、師姐、李道長、李道姑 原屬古墓派第三代弟子。容貌艷麗，武功高強。年輕時偷偷離開古墓下山，認識一生最愛的男人陸展元。為了保護陸展元，多次在江湖大開殺戒，又迫陸展元學習無興趣的武功，終令陸展元對她漸漸感到煩厭。後陸展元愛上何沅君，李莫愁因愛成恨，一路迫害不少與何沅君有關的人。終在十年後殺死陸氏夫婦，並強迫兩人之女為徒。善以冰魄銀針殺人，又迫小龍女交出玉女心經。不時羡慕楊過與小龍女之間不離不棄的愛情。視郭靖、黃蓉所出的幼女郭襄為己出，顯現內心和善的一面。 | 曾秀清   | 1-15,21-23,32-44                      |
| 黑 子               | 金輪國師   | 龍象般若功 五輪大轉 大摔碑手 無上瑜伽密乘                                            | 蒙古第一國師，原欲投靠忽必烈王爺，因有得到了自閉症，武功非常高強，惟多次不敵楊過、小龍女的雙劍合壁，於重陽宮敗後，自此回蒙古精修，將龍象般若功練至第十層。再重返中原之時，功力已不在五絕之下。武功雖高，卻苦無傳人，後來發現郭襄資質奇佳，有其二徒之長，卻無二徒之短，欲收其為徒。 | 陳廷軒   | 16,19-20,24-40,47-52                  |

### 其他演員
| 演員                | 角色                 | 武功／暗器                                     | 介紹 | 粤语配音 | 登場集數                          |
| 毛曉彤 童年：蔣依依 | 郭芙                 |                                                | 芙妹、芙儿 郭靖、黃蓉之長女。自幼高傲，遺傳母親的美貌。自幼與武家兄弟同住桃花島，深受二人寵愛。後因爭執又向楊過表白，得不到楊過暴怒下砍斷楊過左手臂。受耶律齊暗戀，多次受其所救而漸漸愛上了他，最終嫁予耶律齊。 | 黃昕瑜   | 3-23,29-31,32-44,45-52            |
| 張雪迎              | 郭襄                 |                                                | 襄儿 郭靖、黃蓉之次女。幼時差點被小龍女抱到絕情谷換解藥，又被李莫愁奪去養之。長大後與成為神鵰大俠楊過相當親近。 | 成瑤孆   | 45-52                             |
| 邱心志              | 公孫止               | 閉穴功 鐵掌 陰陽倒亂刃法                       | 絕情谷谷主。裘千尺之夫，綠萼之父。為人好色無情，喜與貌美女子相好。曾深愛一名侍女柔兒，背叛當時懷孕的妻子。後來，妻子報仇，將二人推到情花堆。他為活命，狠心殺害情人，並施計挑斷妻子手筋腳筋，將之推入寒潭。遇上容貌絕色的小龍女後，深深愛上她。為了跟小龍女成親，多番迫害楊過等人。曾欲調戲完顏萍及耶律燕。                                                                                 | 蘇強文   | 24-29,38-44                       |
| 張 茜               | 裘千尺               | 鐵掌 棗核釘                                    | 公孫止之妻，綠萼之母。江湖人稱「鐵掌蓮花」，為人歹毒，恩將仇報。曾為鐵掌幫的三小姐。對公孫止一見鍾情，嫁給他又教其武功。與公孫止生有一女。懷孕時發現丈夫偷腥，狠推丈夫及小三到情花叢中，又逼丈夫對小三狠下殺手。誕下女兒後，被丈夫挑斷手筋腳筋及推落寒潭，面對孤清的歲月，直至楊過把之救起。本應對楊過心存感激，惟得悉數楊過與小龍女間的愛情後恩將仇報，堅拒交出治療情花毒的解藥給楊過。 | 梁少霞   | 27-29,39-44                       |
| 宋 洋               | 甄志丙(舊版為尹志平) | 全真劍法                                       | 志丙、甄師弟 全真教第三代弟子，直屬掌教一門。師兄趙志敬極為妒忌志丙，更多次設計加害。為人正直善良，忠肝照膽。即使多番受蒙古人利誘，迫害，亦不願向其低頭。傾倒小龍女裙下。一生唯一最錯，是遭趙志敬暗算，誤飲催情酒將動彈不得的小龍女污辱。後為救小龍女，甘死於全真教及其劍下。 | 麥皓豐   | 3-8,9-18,35-39,40                 |
| 王茂蕾              | 趙志敬               | 全真劍法                                       | 志敬、趙師兄 為人陰險，多次施計陷害甄志丙、楊過。為權利活命，自願歸順蒙古。與甄志丙的忠直成明顯對比。與蒙古人勾結，最後被成千上萬的蜜蜂毒死。 | 周倚天   | 3-10,11-18,35-39,40               |
| 孫耀琦 童年：胡順兒 | 陸無雙               |                                                | 陸展元、何沅君之女。被李莫愁打斷一腳，後當其徒弟，靜待報仇時機。偷取破解李莫愁冰魄銀針的五毒秘傳秘笈後成功逃走。稱楊過傻蛋，暗戀楊過。 | 陳皓宜   | 4-17,18-19,20-24,36-44,45-52      |
| 趙韓櫻子 童年：柴蔚 | 程英                 | 弹指神通 玉簫劍法                              | 陸展元之侄、陸無雙的表姐。為黃藥師的最後一名入室弟子。精通彈指神功。多番拯救楊過、陸無雙等人。暗戀楊過。 | 黃淑芬   | 4-5(童年),11-20,21-24,36-44,45-52 |
| 張天陽              | 霍都                 | 鐵扇                                           | 蒙古王子。為人俊美但奸詐，但武功不算高強，多次背信棄義，被達爾巴殺死。 | 李致林   | 8,15-20,30-31,34-39,47,49         |
| 李 龍               | 達爾巴               |                                                | 霍都師兄，為人忠義，後為楊過制服並悔改，殺死霍都，替师父金輪國师清理門戶。 | 陳耀楠   | 8,15-20,24-25,34-39,49            |
| 邬靖靖              | 公孫綠萼             |                                                | 公孫止、裘千尺之女。天生麗質，心地善良，不像父母般狠毒自私。一生心愛楊過。為解除其身上的情花毒，不惜多番違背父母，以死威脅。最終衝向公孫止利劍，自殺身亡。 | 張頌欣   | 24-29,41-44                       |
| 張哲瀚              | 耶律齊               | 打狗棒法                                       | 齊哥 耶律燕之兄，師承全真教老頑童周伯通。後與郭芙成婚。為第三任的丐幫幫主。 | 張方正   | 13-14,21-24,30-52                 |
| 鄭業成              | 小王将军             |                                                | 王惟忠将军儿子 | 鍾見麟   |                                   |
| 马樱侨              | 耶律燕               |                                                | 耶律齊之妹，後嫁予大武。 | 何寶珊   | 11-24,30-52                       |
| 王 雙               | 完顏萍               |                                                | 完顏姊姊 高貴美麗，曾與耶律齊一族有家仇國恨。但經楊過指點，終放下仇恨，與耶律兄妹成好朋友。暗戀楊過，後與武修文成婚。 | 淩晞     | 11-14,30-44,45-52                 |
| 曹馨月              | 洪淩波               |                                                | 赤練仙子李莫愁的首位弟子，武功高强。本性善良，多次暗中保護師妹陸無雙。後遭李莫愁利用，於逃出情花叢時作人肉墊，葬身絕情谷。 | 吳羨婷   | 4-12,32-44                        |
| 張 超 童年：张逸杰  | 武敦儒               |                                                | 大武 武三通與武三娘之大兒子；曾喜欢郭芙，后喜欢耶律燕，并为其夫。 | 陳成港   | 3-24,29-52                        |
| 韓東君 童年：方洋飞 | 武修文               |                                                | 小武 武三通與武三娘之小兒子；曾喜欢郭芙，后喜欢完颜萍，并为其夫。 | 林筠翔   | 3-24,29-52                        |
| 趙鲲鵬              | 武三通               | 一陽指                                         | 三通 一燈大師弟子"渔樵耕读"之农夫(耕)；曾在大理國擔任御林軍總管；武三娘之夫；被何沅君所救，并为其义父，喜欢她；武敦儒、武修文之父。 | 張錦江   | 3-22,29-49                        |
| 張雅萌              | 武三娘               |                                                | 三娘 武三通之妻；武敦儒、武修文之母。为救丈夫而将冰魄银汁之毒吸走而身亡。 | 伍秀霞   | 3-6                               |
| 郭芮溪              | 曲傻姑               | 碧波掌法 三招叉法 反手掌                       | 傻姑 黃藥師大弟子，曲靈風之遺腹女，深受他疼愛，稱黃蓉為姑姑，楊康為好兄弟。惜天生痴呆，容貌普通。善以三招武功，擊退李莫愁。無意中透漏了楊康之死的真相。 | 羅孔柔   | 21-24                             |
| 李銘順              | 黃藥師               | 落英神劍掌 玉簫劍法 碧海潮生曲 彈指神通        | 黃老邪 「天下五絕」中的「東邪」，又稱「黃老邪」，黃蓉之父。自命不凡，性情孤僻，行為怪異，討厭禮教習俗。文武兼備，才智卓絕，精通奇門遁甲之術，擅長落英神劍掌、玉簫劍法、碧海潮生曲和彈指神通。對楊過甚為賞識，結為忘年之交。 | 潘文柏   | 5,20-24,45-52                     |
| 宗峰岩              | 歐陽鋒               | 蛤蟆功 靈蛇拳法 靈蛇杖法 透骨打穴法 神駝雪山掌 | 老毒物 楊過之養父 「天下五絕」中的「西毒」，又稱「老毒物」，擅長蛤蟆功、靈蛇拳和透骨打穴法。為《射雕英雄傳》後期武功最強的人，原作惡多端，後因走火入魔而發瘋，但也沒人能殺得了他。《神雕俠侶》中收楊過為義子，稍慰喪子之痛。後與洪七公在華山比拚內力，因內傷過重而逝。 | 蕭徽勇   | 7-18                              |
| 季 晨               | 段智興/一灯          | 一陽指 先天功                                  | 「天下五絕」中的「南帝」，原名段智興，原為雲南大理國皇帝，後退位並出家。擅長一陽指和先天功。結尾時外號改為「南僧」。 | 劉昭文   | 2-4,37-44,45-52                   |
| 印小天              | 洪七公               | 降龍十八掌 打狗棒法 逍遙遊 滿天花雨擲金針      | 「天下五絕」中的「北丐」，又稱「九指神丐」，曾任丐幫幫主，也是郭靖與黃蓉的師父。生性好吃懶做，卻為人光明磊落，見到不平之事，便暗中扶危濟困。成名絕技為降龍十八掌和打狗棒法。後與歐陽鋒在華山較量下化敵為友，因內疚而甘願死在一生之愛之手。 | 劉奕希   | 15-17                             |
| 周德華              | 周伯通               | 雙手互搏 九陰真經 空明拳                       | 老頑童、周老前輩 「天下五絕」中的「中頑童」，全真教始創人兼「天下五絕」之首「中神通」王重陽的師弟，人稱「老頑童」。武功高深莫測，但為人有點瘋瘋癲癲的，喜愛捉弄他人。 | 葉振聲   | 23-26,33-35,39-40,47,48,50-52     |
| 李世鵬              | 裘千仞/慈恩          | 鐵掌 輕功水上飄                                | 鐵掌幫幫主，生平成名有兩大絕技，人稱「鐵掌水上飄」。原作惡多端，甚至出賣國家，後經一燈感化並拜入其門下，法號「慈恩」。 | 招世亮   | 2-3,37-52                         |
| 鄧立民              | 柯鎮惡               | 伏魔杖法                                       | 江南七怪之首，性格耿直。郭靖的大師父，郭芙稱之大公公。晚年居於桃花島。痛恨西毒歐陽鋒殺害五名師弟妹，不滿稱歐陽鋒為義父的楊過。 | 陳永信   | 4-10,46,47                        |
| 沈保平              | 丘處機               | 全真劍法                                       | 丘道長 全真教掌教，王重陽之徒，全真七子之一，曾收楊康為徒。 | 張炳強   | 4-6,39-40                         |
| 邵 敏               | 孫婆婆               |                                                | 古墓派的老侍女，多年照顧李莫愁及小龍女。對楊過一見如故，為救他逃出全真教，不惜與全真教掌教丘處機進行搏鬥，惜最終死於其下。 | 伍秀霞   | 5-7                               |
| 康 磊               | 麻光佐               |                                                | 麻兄、麻大哥 忽必烈帳下，招賢館四大高手，四大高手中唯一一位最正派的，人稱「回疆人麻光佐」，楊過的好友，把楊過當成親身兄弟看待，十六年前回新疆隐居。 | 黃積權   | 25-29,30-32,33-34,35-40           |
| 杨 珑               | 尼摩星               | 釋迦擲象功                                     | 忽必烈帳下，招賢館四大高手，人稱「天竺高手尼摩星」，十六年前因右脚中冰魄银汁之毒而斩断，十六年后杀害郭芙、郭襄姊妹未遂而被杨过用掌力将郭襄头上之髮髻迫出射杀。 | 張裕東   | 25-29,30-32,33-34,35-39,48        |
| 肜耀忠              | 尹克西               | 黃沙萬里鞭法                                   | 忽必烈帳下，招賢館四大高手，人稱「波斯大賈尹克西」。 | 朱子聰   | 25-29,30-31,33-39,49              |
| 阮聖文              | 潇湘子               | 哭喪棒法壽木長生功                             | 忽必烈帳下，招賢館四大高手，人稱「湘西名宿潇湘子」。 | 鄧港文   | 25-29,30-32,33-39,49              |
| 胡 蒲               | 樊一翁/長鬚鬼        |                                                | 十六年前为公孫止大弟子，因杨过救裘千尺后而离开绝情谷；十六年后为西山一窟鬼之首，为救郭襄而被金轮国师杀害。 | 李錦綸   | 24-27,46-48                       |
| 許占偉              | 大頭鬼               |                                                | 西山一窟鬼成員。 | 馮志輝   | 46-49                             |
| 張魯華              | 煞神鬼               |                                                | 西山一窟鬼成員。 | 劉奕希   | 46-49                             |
| 杜冠儒              | 討債鬼               |                                                | 西山一窟鬼成員。 | 陳灝瑋   | 46-49                             |
| 彭 勇               | 無常鬼               |                                                | 西山一窟鬼成員。 |          | 46-49                             |
| 效辰                | 百草仙               |                                                | 神鵰大俠的江湖好友 |          | 46-49                             |
| 史振龍              | 人廚子               |                                                | 神鵰大俠的江湖好友 |          | 46-49                             |
| 呂 洋               | 狗肉頭陀             |                                                | 神鵰大俠的江湖好友 |          | 46-49                             |
| 譚琍敏              | 聖因師太             |                                                | 神鵰大俠的江湖好友 |          | 46-49                             |
| 侯京健              | 冯默风               |                                                | 默風 黄药师弟子 | 關令翹   | 21-24                             |
| 姚奕辰              | 陈玄风               |                                                | 黄药师弟子，梅超风之夫。 | 張裕東   | 21-24                             |
| 羿 坤               | 陆冠英               |                                                | 黄药师弟子陆乘风之子，陸家莊莊主。 | 鄧志堅   | 21-24                             |
| 劉芊孜              | 程瑶迦               |                                                | 陆冠英之妻，師拜全真七子清净散人孙不二。 | 林芷筠   | 21-24                             |
| 王禹錚              | 魯有腳               | 打狗棒法                                       | 魯幫主 丐帮四大长老之一，新任丐幫帮主。 | 李錦綸   | 19-22,30-32,33-52                 |
| 孫信宏              | 何師我               |                                                | 丐帮五袋弟子，和蒙古人勾結。 | 黃積權   | 46-49                             |
| 李易霖              | 朱子柳               |                                                | 一燈大師弟子，"渔樵耕读"书生(讀)。曾在大理國擔任丞相。 | 馮錦堂   | 19-22,30-52                       |
| 侯江龍              | 天竺大師             |                                                | 一燈大師師弟，朱子柳，武三通師叔。 | 馮志輝   | 47                                |
| 任希鴻              | 史大                 |                                                | 萬獸山莊莊主 | 朱子聰   | 46-49                             |
| 趙海鷹              | 史二                 |                                                | 萬獸山莊成員 | 陳永信   | 46-49                             |
| 石普洲              | 史三                 |                                                | 萬獸山莊成員 | 鄧志堅   | 46-49                             |
| 牛文博              | 史四                 |                                                | 萬獸山莊成員 | 周倚天   | 46-49                             |
| 馮名驚              | 史五                 |                                                | 萬獸山莊成員 | 陳耀楠   | 46-49                             |
| 谢宁                | 蒙哥                 |                                                | 由於描繪中的蒙哥是由朱榮榮演出 蒙古大汗，被楊過以石頭(本劇改為長槍) |          | 51-52                             |
| 杨安东              | 耶律楚材             |                                                | 曾為蒙古宰相，耶律齊、耶律燕的父親。 | 馮志輝   | 13-14                             |
| 赵文浩              | 郭破虏               |                                                | 郭靖、黃蓉之長子，郭襄的孿生弟弟。 | 李震權   | 46-52                             |
| 陈廷嘉              | 杜雪莲               |                                                | 欧阳锋之嫂（p.s.：除了角色的關係之外，名字是本劇原創） | 林元春   | 18                                |
| 王修泽              |                      |                                                | 欧阳锋大哥 | 劉昭文   | 18                                |
| 菅纫姿              | 柔儿                 |                                                | 绝情谷侍女，公孙止情人。 | 魏惠娥   | 27-29                             |
| 王瑞子              | 胖妞                 |                                                | | 陳琴雲   |                                   |
| 邢琪琦              | 李志常               |                                                | 全真教道士，甄志丙師兄。 | 鄧志堅   | 4-10,16-17,19-20,39-40            |
| 丁宇辰              | 申道士               |                                                | 全真教道士 | 陳耀楠   | 4-12,16-17,34-39                  |
| 駱文博              | 林朝英的丫鬟         |                                                | 李莫愁，小龍女的師父 | 李潤知   | 1-2                               |
| 温 雯               | 小翠                 |                                                | 本版本原創角色，取代原書鹿清篤一角。對趙志敬义无反顾，更為了保他清白而自杀。 | 陳琴雲   | 4-6                               |
| 電腦動畫            | 神雕(雕兄)           |                                                | 楊過的好朋友 |          | 33-52                             |

### 友情客串
| 演員   | 角色     | 武功／暗器                              | 介紹 | 粤语配音 | 登場集數       |
| 嚴屹寬 | 王重陽   | 先天功 全真劍法 一陽指                  | 天下五絕之「中神通」，全真教創始人，周伯通師兄，全真七子之師，武功曾為天下第一(參《射雕英雄傳》)。年輕時奮命投身抗金，建造活死人墓閉關修煉。曾帶師弟周伯通遠赴大理與當時大理皇爺段智興研修武功。 | 陳欣     | 3,8,12,46-47   |
| 董 璇  | 林朝英   | 天羅地網勢 玉蜂針 冰魄銀針 玉女素心劍法 | 古墓派創立者，小龍女、李莫愁的祖師婆婆，貌美動人，武功高强，尤在天下四絕之上。一生心愛王重陽，惟王不願為她停步，與她廝守終生，令其因愛成恨，誓創出以剋全真派武功為目的的玉女心經。最終鬱鬱而終。 | 鄭麗麗   | 1-3,8,12,46-47 |
| 趙麗穎 | 穆念慈   | 逍遙遊 楊家槍法                         | 楊康之妻，楊過之母，精通丐幫的逍遙拳。 | 成瑤孆   | 5              |
| 陳 翔  | 陸展元   |                                         | 陸無雙之父，李莫愁的初戀情人與一生摯愛。 | 李鎮然   | 1-4            |
| 鄧 莎  | 何沅君   | 一陽指                                  | 武三通養女，陸無雙之母，陸展元之妻。 | 魏惠娥   | 2-4            |
| 楊 蓉  | 梅超風   | 摧心掌 九陰白骨爪                       | 楊康的師父 黄藥師的弟子，陳玄風之妻。 | 柚子蜜   | 21-23          |
| 黄 奕  | 馮蘅     |                                         | 黃藥師的妻子，黃蓉之母。貌美聰慧，擁有驚人記憶力，曾為黃藥師默寫《九陰真經》。 | 陸惠玲   | 18-22          |
| 張丹峰 | 獨孤求敗 | 玄鐵劍法 獨孤九劍                       | 武術堪稱天下第一，惟贏盡天下，卻得不到心愛的女人荷香。荷香多次欺騙、陷害他，但他還是一直放不下心中的一個她。                                                                                     | 曹啟謙   | 32-36          |
| 秦 嵐  | 荷香     |                                         | 本版本原創角色，独孤求败之愛人，多次欺騙獨孤求敗，但內心卻一直深愛他。 | 凌晞     | 32-36          |
| 張 萌  | 明月     |                                         | 大理皇爺段智興所愛之人，因和親而嫁到金朝。 | 黃玉娟   | 46-47          |
| 張 萌  | 劉瑛     | 泥鰍功 寒陰箭                           | 瑛姑 大理皇爺段智興的劉貴妃，心愛周伯通，曾與之生下一子，惟不足三月就夭亡。後隱居黑龍潭，與靈狐相依為命。                                                                                        | 黃玉娟   | 46-52          |
| 朱梓驍 | 忽必烈   |                                         | 蒙古四王子，滅大宋，建立元朝 | 李鎮然   | 25-26,30-31,52 |
| 陳紫函 | 秋意浓   |                                         | 本版本原創角色，西域人，金輪國師師妹，洪七公愛人。 | 曾佩儀   | 16-17          |
| 黄 明  | 龙九     |                                         | 本版本原創角色，金輪國師師弟，洪七公情敵。 | 梁偉德   | 16-17          |

## 原声带
| 《神雕侠侣》音乐原声带 | 《神雕侠侣》音乐原声带 | 《神雕侠侣》音乐原声带 | 《神雕侠侣》音乐原声带 | 《神雕侠侣》音乐原声带 | 《神雕侠侣》音乐原声带 |
| 曲序                   | 曲目                   |                        | 作曲                   | 演唱                   | 时长                   |
| ---------------------- | ---------------------- | ---------------------- | ---------------------- | ---------------------- | ---------------------- |
| 1.                     | 浩瀚（片头、主題曲）   | 正                     | 谭旋                   | 张杰                   | 3:51                   |
| 2.                     | 你我（片尾曲）         | 正                     | 谭旋                   | 陈晓&陈妍希            | 4:45                   |
| 3.                     | 问世间(男)（插曲）     | 正                     | 谭旋                   | 陳翔                   | 4:10                   |
| 4.                     | 問世間(女)（插曲）     | 正                     | 譚旋                   | 張馨予                 | 4:10                   |
| 5.                     | 十六年（插曲）         | 正                     | 谭旋                   | 陈晓&刘忻              | 4:50                   |

## 製作團隊
- 原著：金庸
- 出品人：蒲树林
- 国内发行：杨乐
- 海外发行：沈薇
- 编剧：正
- 文学编辑：穆鸿逸
- 美术设计：刘世运
- 造型指导：宋晓涛
- 梳妆师： 林安琦
- 化妆师： 郭艳君
- 摄影师： 叶运源 江洪敏 梁宝全
- 剪辑师：郑伟明 刘翔
- 制片主任：贲能进 陈 雯
- 监制： 马田 万杨 杨丽慧
- 制片人/艺术总监：正
- 发行许可证号:（京）剧审字(2014)第067号
- 电视剧制作许可证号：甲第203号

## 獎項
| 年份   | 頒獎典禮     | 獎項                         | 得獎者 | 結果 |
| ------ | ------------ | ---------------------------- | ------ | ---- |
| 2015年 | 第17届华鼎奖 | 中国古代题材电视剧最佳女演员 | 陈妍希 | 獲獎 |

## 評價

### 小龍女選角
- 正早透露小龍女原型本屬意於袁姍姍，對於袁姍姍辭演小龍女，于正表示不理解[1][2]。其後，陳曉在微博上承認陳妍希飾演小龍女是他推薦的，他認為沒有不合適和搭配問題，望观眾能夠換一種方式欣賞[3]。
- 對於網民認為陳妍希不適合飾演小龍女，並以小籠包譏稱之，陳妍希經紀人以她演電影《花漾》時身體狀態不好才水腫嚴重為藉口，開拍劇照流傳引發討論後積極減肥，食物由營養師控制，也做瑜伽、重量訓練等運動等[4]。而于正說因最後66個女孩定妝出來后，只有陳妍希和Angelababy是最像的，由於後者的檔期不行，所以就選了陳妍希[5]。
- 小龍女選角一事，于正在微博中曾透露會在五人中選一人，她們分別是Angelababy、李心艾、郭碧婷、趙麗穎和王雙，但最終人選不是她們，疑于正藉此事炒作[6]。

### 李莫愁選角
- 劇中「李莫愁」角色于正較早前曾屬意於蔣欣出演此角色，但之後被蔣欣謝絕婉拒出演此角色後由张馨予出演此角色，蔣欣較早前也曾表態說她堅決不接于正的戲。

## 外部連結
- 《神鵰俠侶》的新浪微博（简体中文）
- 《神鵰俠侶》湖南衛視專題 （页面存档备份，存于）（简体中文）
- 《神鵰俠侶》中視網頁 （页面存档备份，存于）（繁體中文）
- 《神鵰俠侶》無綫電視網頁 （页面存档备份，存于）（繁體中文）
- 《神鵰俠侶》中天綜合台網頁（繁體中文）
- 《神鵰俠侶》緯來電影台網頁 （页面存档备份，存于）（繁體中文）
- 豆瓣电影上《神鵰俠侶》的資料 （简体中文）